# Herman van Vollenhoven

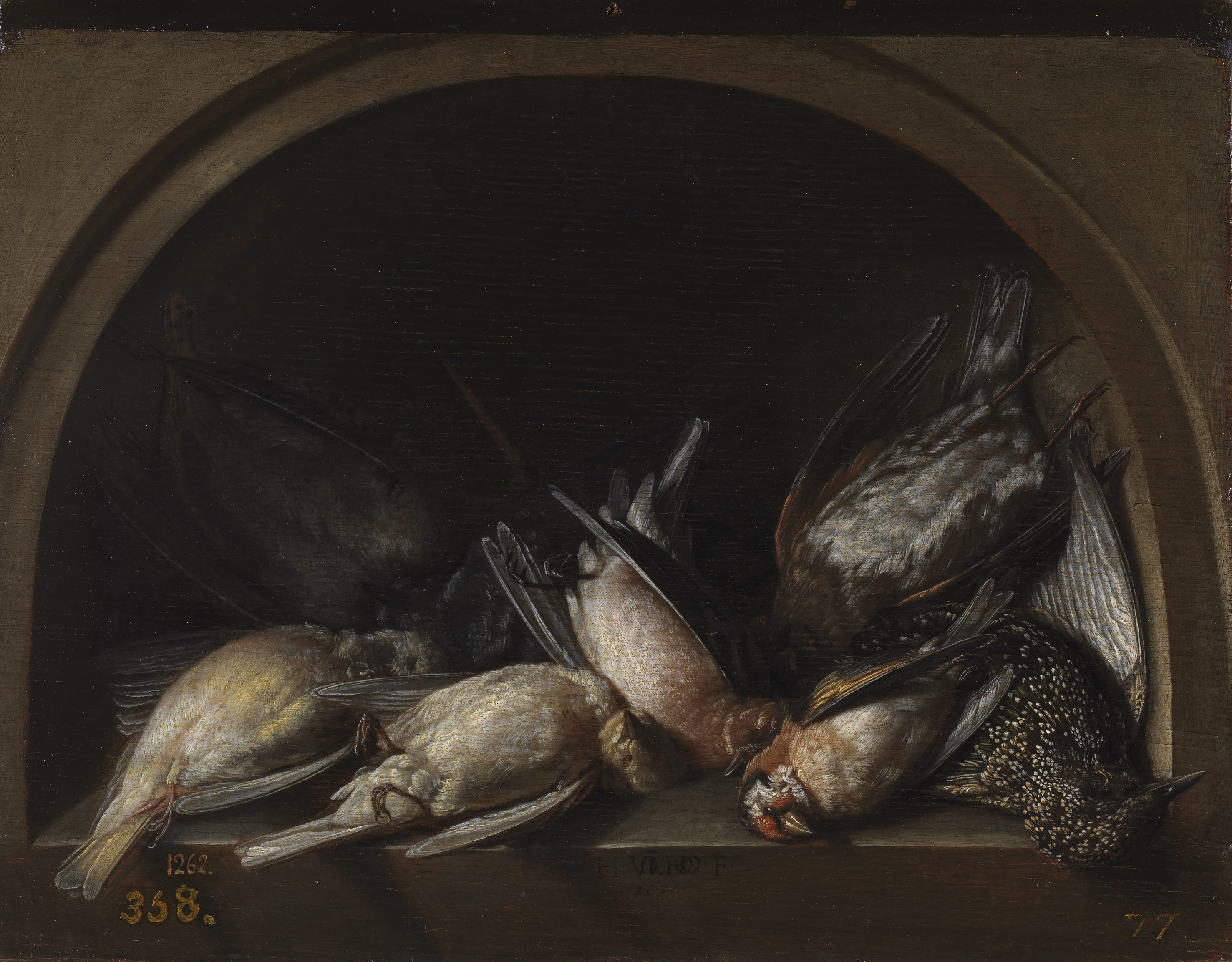
Bodegón de caza, óleo sobre tabla, 26 x 36 cm, Madrid, Museo del Prado.

Herman van Vollenhoven (Utrecht, fl. 1611 – 1628), fue un pintor barroco de los Países Bajos septentrionales.
De su biografía únicamente se sabe que en 1611 se registró como miembro activo del gremio de San Lucas de Utrecht, en el que aparece registrado por última vez en el curso 1627-1628. El número de sus obras conocidas, aunque de naturaleza variada, es también muy reducido. Un posible autorretrato, firmado y fechado en 1612, se conserva en el Rijksmuseum de Ámsterdam. Se trata de un lienzo de mediano formato (87,8 x 111 cm) en el que retrata el artista en su taller, ante el caballete, ocupado en retratar a una pareja de mayor edad, que pudieran ser los padres del pintor. Conforme a las convenciones del retrato nórdico, la calavera que tiene el anciano entre sus manos y el reloj de arena, recuerdan la fugacidad del tiempo y la brevedad de la vida. 
Una Cena de Emaús en Besanzón, Musée des Beaux-Arts, indica que también abordó la pintura historiada y de asunto religioso, pero es en el género del bodegón donde alcanzó resultados pictóricos más convincentes, de lo que es buena muestra el Bodegón de caza del Museo del Prado. Dentro de una hornacina o nicho oscuro, iluminado lateralmente, se disponen seis pájaros muertos pintados con pinceladas pequeñas y minuciosas, que hacen vibrar a la luz el plumón de sus panzas. Firmado con monograma H. VOLHOO. F., la fecha, aunque se lee mal, pudiera ser 1615. Otros dos cuadros semejantes fueron publicados por Willingen y Meijer, uno en colección particular irlandesa, fechado en 1619, y otro subastado en Dordrecht en 1990, fechado en 1613, sobre un fondo de paisaje añadido posteriormente.